# Alexander Jakowlewitsch Golowin

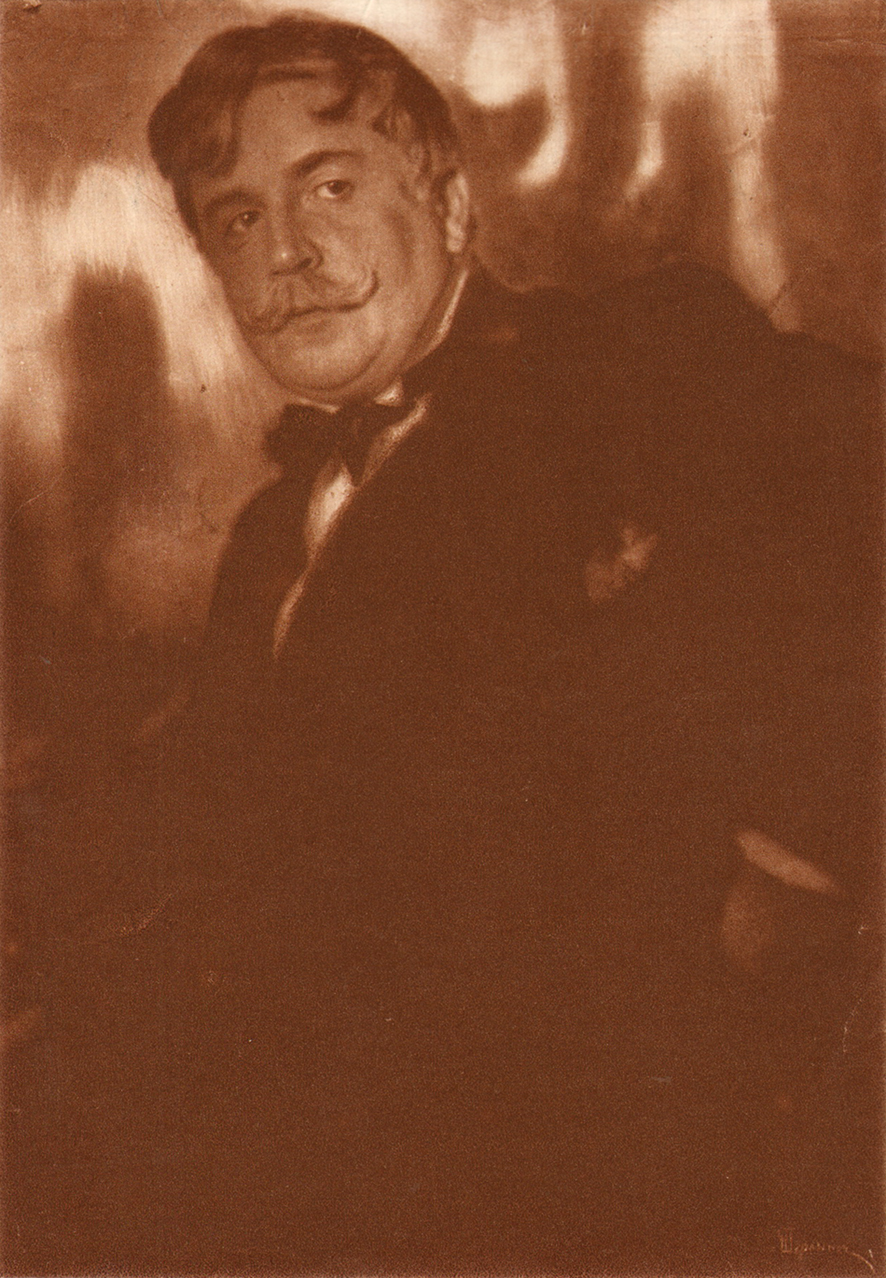
Porträt A. J. Golowin. Foto Miron Sherling, 1916. SPb.

Alexander Jakowlewitsch Golowin (russisch Александр Яковлевич Головин; * 17. Februarjul. / 1. März 1863greg. in Moskau; † 17. April 1930 in Detskoje Selo) war ein russischer Maler und Theaterschaffender.

## Leben
In der Zeit von 1881 bis 1889 absolvierte er die Moskauer Hochschule für Malerei, Bildhauerei und Architektur, anfangs in der Fachrichtung Architektur, später jedoch in der Fachrichtung Malerei unter der Leitung von Prjanischnikow, Makowski sowie Polenow. Parallel dazu besucht er Kunstakademien und Studios in Paris, unter anderem die Académie Colarossi und die Académie Vitti.
Bis 1901 lebte er in Moskau, später in Sankt Petersburg und in Detskoe Selo (heute Puschkin).
Golowin wurde ein aktives Mitglied der Künstlervereinigung Mir Iskusstwa, gestaltete gemeinsam mit seinem Kollegen Korowin Interieurs und Möbel, beteiligte sich an der Gestaltung des russischen Pavillons zur Weltausstellung in Paris 1900 sowie des Hotelrestaurants Metropol in Moskau in den Jahren 1900 bis 1903.
1912 wird er zum Mitglied der Petersburger Kunstakademie berufen. Golowin verstarb 1930 im Alter von 67 Jahren in Detskoje Selo.

## Werk

### Theaterwerke

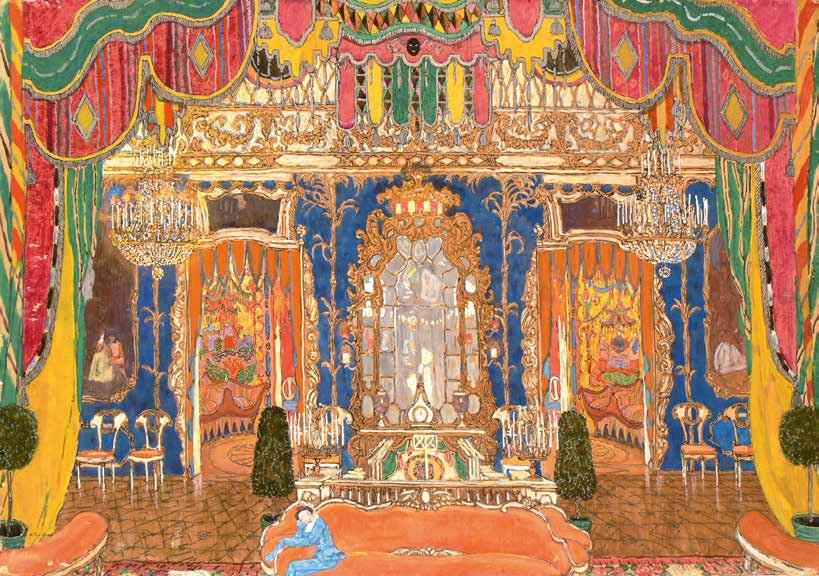
A. J. Golowin: Ballsaal, Szene aus dem Bühnenbild zu Lermontows Maskerade, 1917

Wie der Mehrheit der bekannten Dekorateure, arbeitete er viel im Theatermilieu. 1900 feierte er hier erste Erfolge. 1901 zeichnete er verantwortlich für die Oper Pskowitjanka von Rimski-Korsakow. Ein Jahr später wurde er nach Sankt Petersburg eingeladen und auf Lebenszeit zum Intendanten der zaristischen Theater ernannt. Hier schuf er einige größere farbenprächtige Bühnendekorationen. Im Laufe der Jahre seines Theaterschaffens zeichnete er für die Bühnendarstellungen der Werke von Bizet, Gluck, Ostrowski, Lermontow und vielen anderen verantwortlich. In Paris arbeitete er u. a. an der Oper Boris Godunow von Mussorgski mit.

### Gemälde
Golowin arbeitete hauptsächlich in Tempera und Pastell. Er schuf farbenprächtige Landschaftsgemälde, aber auch Porträts. Sein malerisches Schaffen wird auf der einen Seite der Moderne, von anderen wieder den Anfängen des Impressionismus zugeordnet.

### Illustrationen und Grafiken
Diesem Schaffenskreis sind vor allem die Buchillustrationen zu den Werken E. T. A. Hoffmanns zuzurechnen, die er 1922 schuf.